# Daberkow
Daberkow település Németországban, Mecklenburg-Elő-Pomeránia tartományban. Lakosainak száma 345 fő (2023. december 31.).

## Népesség
A település népességének változása:
| Lakosok száma | 342  | 340  | 340  | 329  | 335  | 345  |
|               | 2014 | 2017 | 2019 | 2021 | 2022 | 2023 |